# Green Carnation
Green Carnation (с англ. Зелёная гвоздика) — рок-группа из норвежского города Кристиансанд, основанная в 1990 году. Стиль группы сложно определить конкретно, так как с каждым новым альбомом звук становится менее тяжёлым. Ранний период группы характеризуется стилем дэт-метал, далее Green Carnation двигались в сторону дум-метала и прогрессивного рока. Последний на данный момент альбом Acoustic Verses является полностью акустическим.

## История

### Основание, воссоединение (1990—2001)
Группа была основана в 1990 году в норвежском городе Кристиансанд. В первый состав вошли гитаристы Терье Вик Шей a.k.a. Чёрт и Кристиан Боттери, басист Кристофер Боттери, вокалист Ричард Олсен, а также барабанщик Андерс Кобро. После выпуска демо Hallucinations of Despair (1991), группа прекратила своё существование на 8 лет, так как гитарист Чёрт ушёл в блэк-метал-группу Emperor в качестве басиста. В это же время его бывшие коллеги создают авангард/блэк-метал проект In The Woods...
Как и многие коллеги по Emperor, в середине 90-х Черт отбывал тюремное наказание за разбой и нанесение тяжких телесных повреждений. Некоторые источники упоминают также поджог церкви и осквернение могил. Музыкант провел за решеткой около полугода, что несколько повлияло на его мироощущение и научило искать мирные пути разрешения конфликтных ситуаций.
В ноябре 1998 года Терье Вик Шей уходит из Emperor и решает возродить Green Carnation. Для этого он позвал назад братьев Боттери, а также нашёл нового барабанщика Альфа Лингеля. В июле 1999 года группа приступила к записи своего дебюта Journey to the End of The Night, выполненного в стиле дум-метал. При создании материала на Чёрта очень сильно повлияла смерть его дочери. Альбом вышел 28 мая 2000 года на The End Records.

Чёрт: «На 25-й день рождения я получил чудеснейший подарок — сына по имени Дэмьен Александер, которому суждено было стать ярчайшей звездой, освещающий мой путь в бесконечной тьме… той тьме, которая поглотила меня после смерти дочери. С рождением сына я почувствовал возвращение творческого вдохновения, и за последние шесть месяцев написал два альбома… и продолжаю усиленно трудиться дальше.» 

Перед записью следующего альбома Light of Day, Day of Darkness, вышедшего в 2001 году, состав был обновлён. Братья Боттери были заменены на Бьорна Харстада (гитара) и Штайна Роджера Сордала (бас), а на место барабанщика в группу вернулся Андерс Кобро. Также группа обрела штатного вокалиста (дебютник был записан с помощью гостевых голосов) Кьетила Нордхуса. Примечателен тот факт, что новый альбом группы содержал всего одну композицию — 60-минутный одноимённый с альбомом прогрессив-металлический эпик. На сегодняшний день эта песня является одной из самых длинных в металлической музыке.

### Развитие стиля (2001—2006)
Альбом A Blessing In Disguise, вышедший в 2003 году, открыл для группы новые рубежи. На нём можно услышать элементы прогрессив-рока, готики и хард рока, а к постоянному составу группы добавился клавишник Бернт Мон.
В январе 2004 года был отснят материал для первого DVD группы Alive and Well… In Krakow. Релиз был выпущен на польском лейбле Metal Mind Records
Следующий альбом The Quiet Offspring вышел в 2005 году. На нём группа снова изменила свой состав: на этот раз в коллектив влились новый гитарист Михаэль Круминс и клавишник Кеннет Сильден. Звучание группы вновь изменилось. Теперь оно стало более хард-рок ориентированным. The Quiet Offspring является самым коммерчески успешным альбомом группы на сегодняшний день.
В этом же году вышел мини-альбом The Burden Is Mine… Alone, на котором басист Штайн Роджер Сордал дебютировал в качестве вокалиста.
В 2006 году был выпущен пятый студийный, и на данный момент последний, альбом Acoustic Verses. Название говорит само за себя — альбом полностью акустический.
Альбом-композиция "Light of Day, Day of Darkness" несёт в себе не только печаль по дочери, но и проблески радости и светлых эмоций, ведь у Чёрта родился сын. Потому и название у композиции столь противоречивое.

### Настоящее время (2007-)
Согласно посланию к фэнам Терье Вик Шея в буклете к диску Acoustic Verses следующий альбом будет называться The Rise And Fall Of Mankind. Это будет вторая часть трилогии The Chronicles of Doom, начатой на альбоме Light of Day, Day of Darkness.
В феврале 2007 года был подготовлен материал ко второму DVD группы. Концерт, положенный в его основу был отснят в норвежских горах, на территории плотины высотой в 30 метров, этим и объясняется название диска — A Night Under The Dam (Ночь под плотиной).
17 августа 2007 года Терье Вик Шей объявил, что из-за плохо организованных американских гастролей и последующих проблем, состав группы будет распущен. Чёрт уверяет, что будет и дальше продолжать писать музыку в Green Carnation, но, возможно, группа никогда больше не появится на сцене.
У следующего альбома группы The Rise And Fall Of Mankind пока ещё нет точной даты выхода, известно лишь то, что запись диска начнётся в ближайшем будущем.

## Дискография

### Студийные альбомы
- Journey to the End of The Night (2000)
- Light of Day, Day of Darkness (2001)
- A Blessing in Disguise (2003)
- The Quiet Offspring (2005)
- Acoustic Verses (2006)
- Leaves of Yesteryear (2020)
- The Rise and Fall of Mankind (предполагаемый в будущем)

### DVD
- Alive and Well... In Krakow (2004)
- A Night Under the Dam (2007)

### EP
- The Burden Is Mine... Alone (2005)

### Бокс-сеты
- The Trilogy (2004)

### Демо
- Hallucinations of Despair (1991)

## Состав

### Нынешний
- Терье Вик Шей (a.k.a. tCHORt) − гитара, акустическая гитара, автор (основатель)
- Штайн Роджер Сордал − бас-гитара, гитара, вокал, арфа (2002-2006, с 2014)
- Кьетил Нордхус − вокал, автор (2002-2006, с 2014)
- Михаэль Круминс − гитара, акустическая гитара, терменвокс (2004-2007, с 2014)
- Кеннет Сильден − фортепиано, клавишные, родес-писано, меллотрон, струнные (2004-2006, с 2014)
- Томми Джексон − ударные (2005-2007, с 2014)

### Бывшие участники
- Ричард Ольсен − вокал (1990-1991)
- Бьорн Харстад − гитара (2001-2003, 2006)
- Бернт А. Мон − клавишные (2001-2005)
- Oystein Tonnessen − клавишные (2004)
- Кристиан «X» («CM») Боттери − гитара (1990-2001), бас-гитара (1990-1991, 1998-2001)
- Андерс Кобро − ударные (1990-1991, 2001-2005)
- Альф Т. Лингель − ударные (1998-2001)